# Dolceacqua
Dolceacqua é uma comuna italiana da região da Ligúria, província de Impéria, com cerca de 2.078 habitantes. Estende-se por uma área de 20.28 km², tendo uma densidade populacional de 102 hab/km². Faz fronteira com Airole, Apricale, Breil-sur-Roya (FR - 06), Camporosso, Isolabona, Perinaldo, Rocchetta Nervina, San Biagio della Cima, Ventimiglia.

## Demografia
| Variação demográfica do município entre 1861 e 2011                               |
|                                                                                   |
| Fonte: Istituto Nazionale di Statistica (ISTAT) - Elaboração gráfica da Wikipedia |

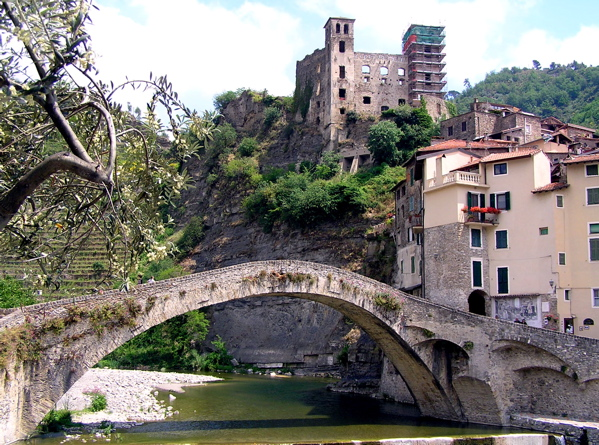
Bridge
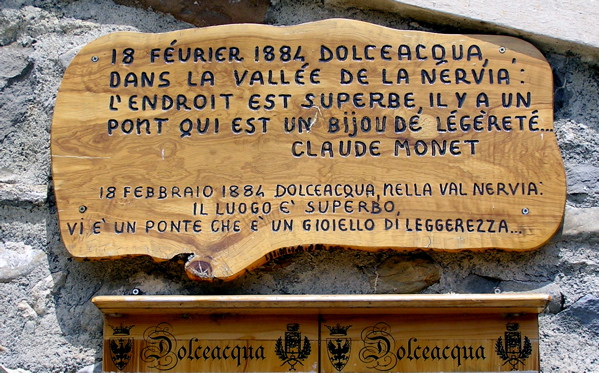
Placca a memora di Claude Monet
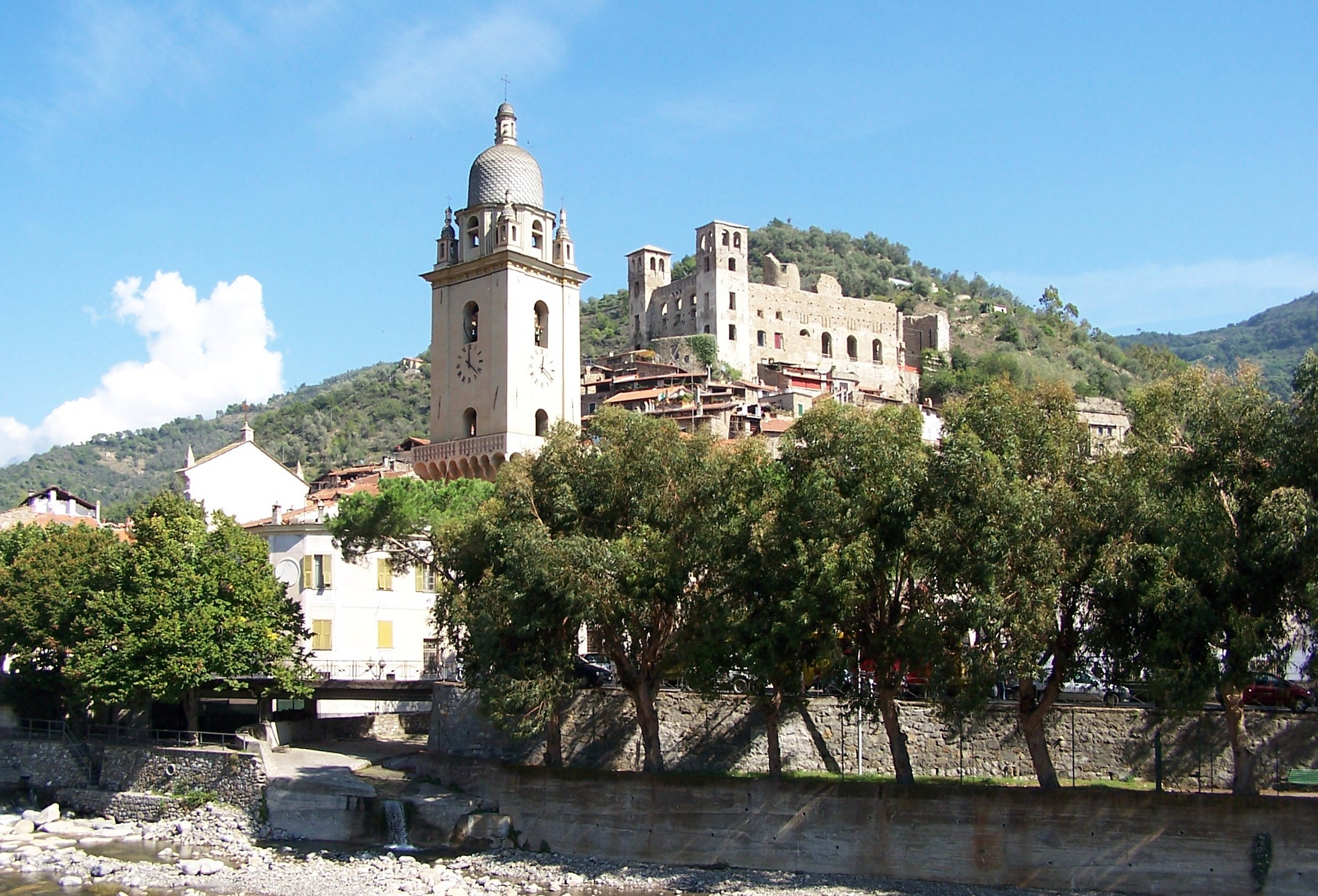
Church and Castel
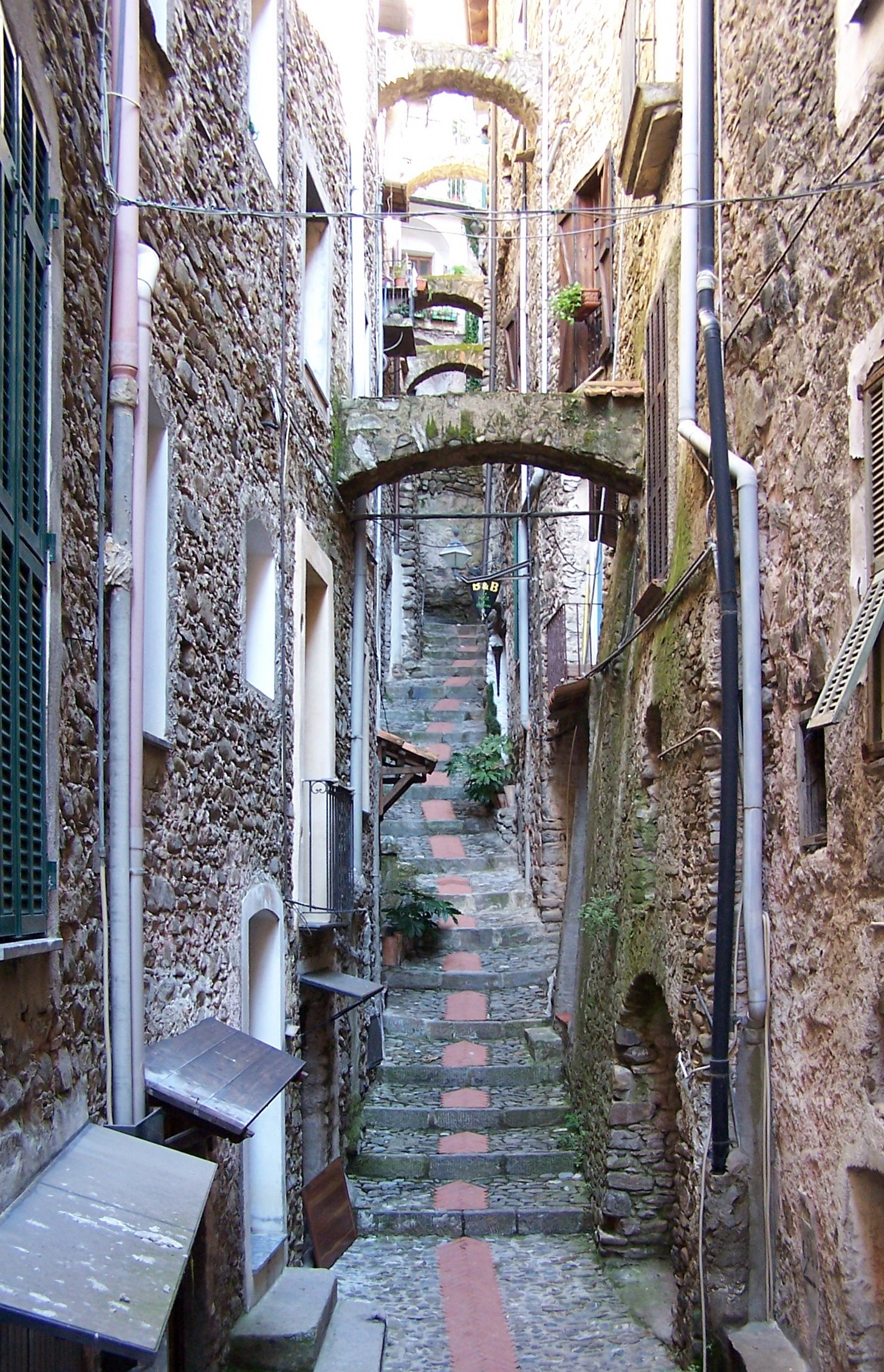
Narrow Street
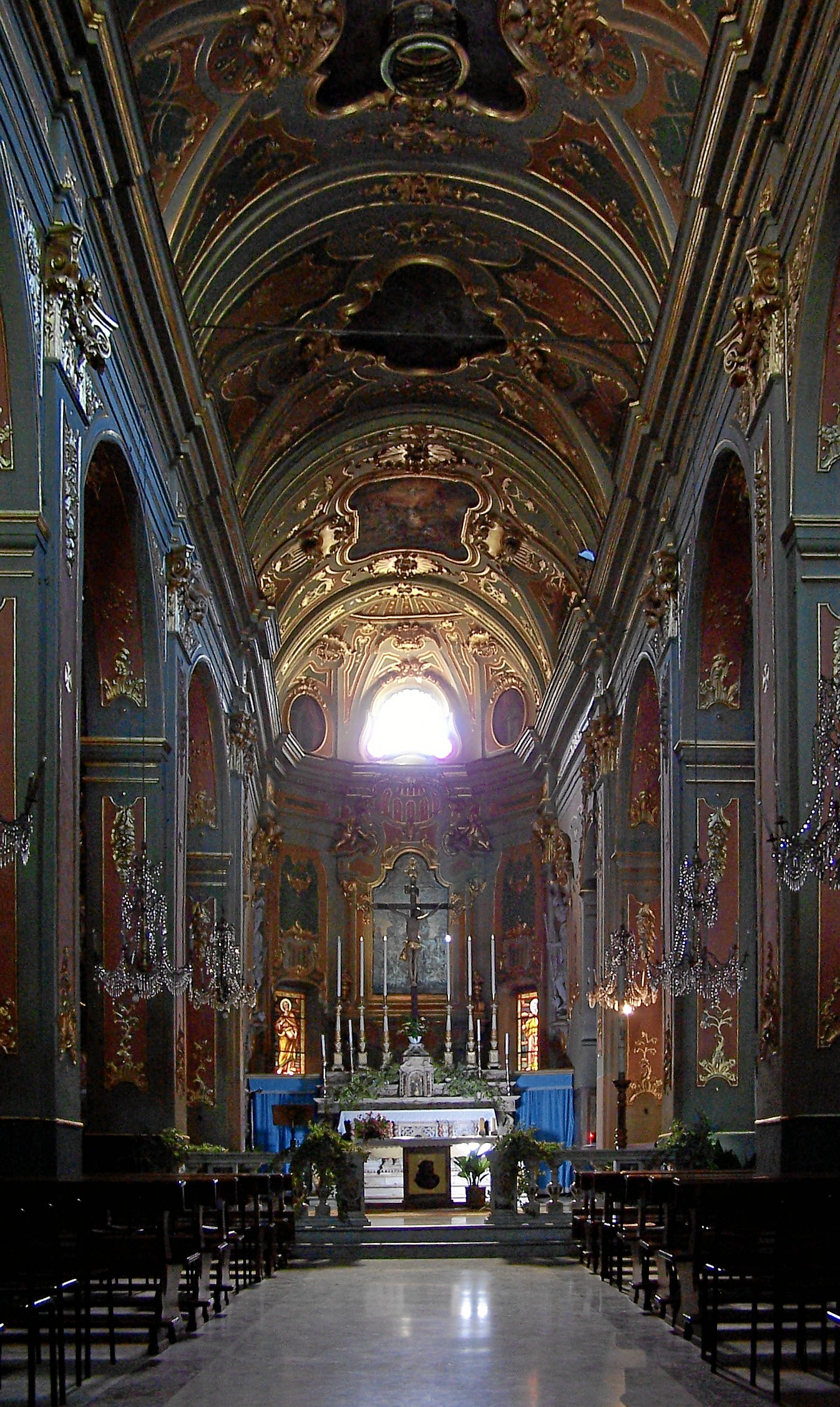
Inside the Church